# K Desktop Environment 1
K Desktop Environment 1 став вступною гілкою з серія виходів середовища робочого оточення KDE. Були випущені два основних реліза в цій гілці.

## Попередній випуск
K Desktop Environment, версія 0.1 від лютого 1997 року. Розробку було розпочато одразу після оголошення Матіаса Етріха (Matthias Ettrich) 14 жовтня 1996 року про заснування Kool Desktop Environment. Невдовзі після цього слово Kool було вилучено, і назва стала просто K Desktop Environment.
На початку всі компоненти було випущено для спільноти розробників окремо, без будь-яких узгоджених часових рамок для всього проєкту. Перше спілкування про KDE відбувалося за допомогою списку розсилки, який називався kde@fiwi02.wiwi.uni-Tubingen.de.

## K Desktop Environment 1.0
12 Липня 1998 року була випущена у світ перша стабільна версія графічного середовища KDE. Анонс події був викладений Маттіасом Еттріхом на офіційному сайті проєкту:
|                 | KDE - це сучасне робоче середовище для робочих станцій UNIX, здатне прозоро працювати по мережі. KDE прагне задовольнити потребу у зручному робочому столі для комп'ютерів з UNIX, подібно до того, що зараз є у MacOS та Windows95/NT. Ми віримо, що операційна система UNIX є найкращою на сьогоднішній день. Справді, UNIX був беззаперечним вибором професіоналів в сфері інформаційних технологій протягом багатьох років. Коли справа доходить до стабільності, масштабованості та відкритості, конкурентів у UNIX немає. Проте відсутність простої у використанні сучасної графічної оболонки перешкоджає UNIX-системам прокласти свій шлях до комп'ютерів пересічних користувачів в їх офісах та оселях. З KDE тепер можна легко це зробити, адже сучасне графічне середовище доступне і для UNIX. Разом з вільною реалізацією систем UNIX, таких як Linux, UNIX/KDE являє собою повністю вільну та відкриту комп'ютерну платформу, що доступна для всіх безкоштовно, включаючи сирцевий код для тих, хто бажає його поліпшити. В результаті того, що там завжди буде вільна можливість для покращення, ми сподіваємось отримати життєздатну альтернативу деяким з найбільш популярних комерційних операційних систем та програм, доступних сьогодні. Ми сподіваємося, що комбінація UNIX/KDE врешті-решт принесе відкриту, надійну, стабільну та завжди вільну систему до комп'ютерів пересічних користувачів. |
| — Анонс KDE 1.0 | |

Ця версія  отримала змішані відгуки. Багато критики висловлено за використання Qt Framework, який тоді ще виходив під ліцензією FreeQt. Вона (ліцензія), як стверджувалось, не була сумісною з вільним програмним забезпеченням, тому могла стати загрозою для такого проєкту як KDE. Але незважаючи на критику K Desktop Environment був добре сприйнятий пересічними користувачами та був включений до перших дистрибутивів Linux.

## K Desktop Environment 1.1

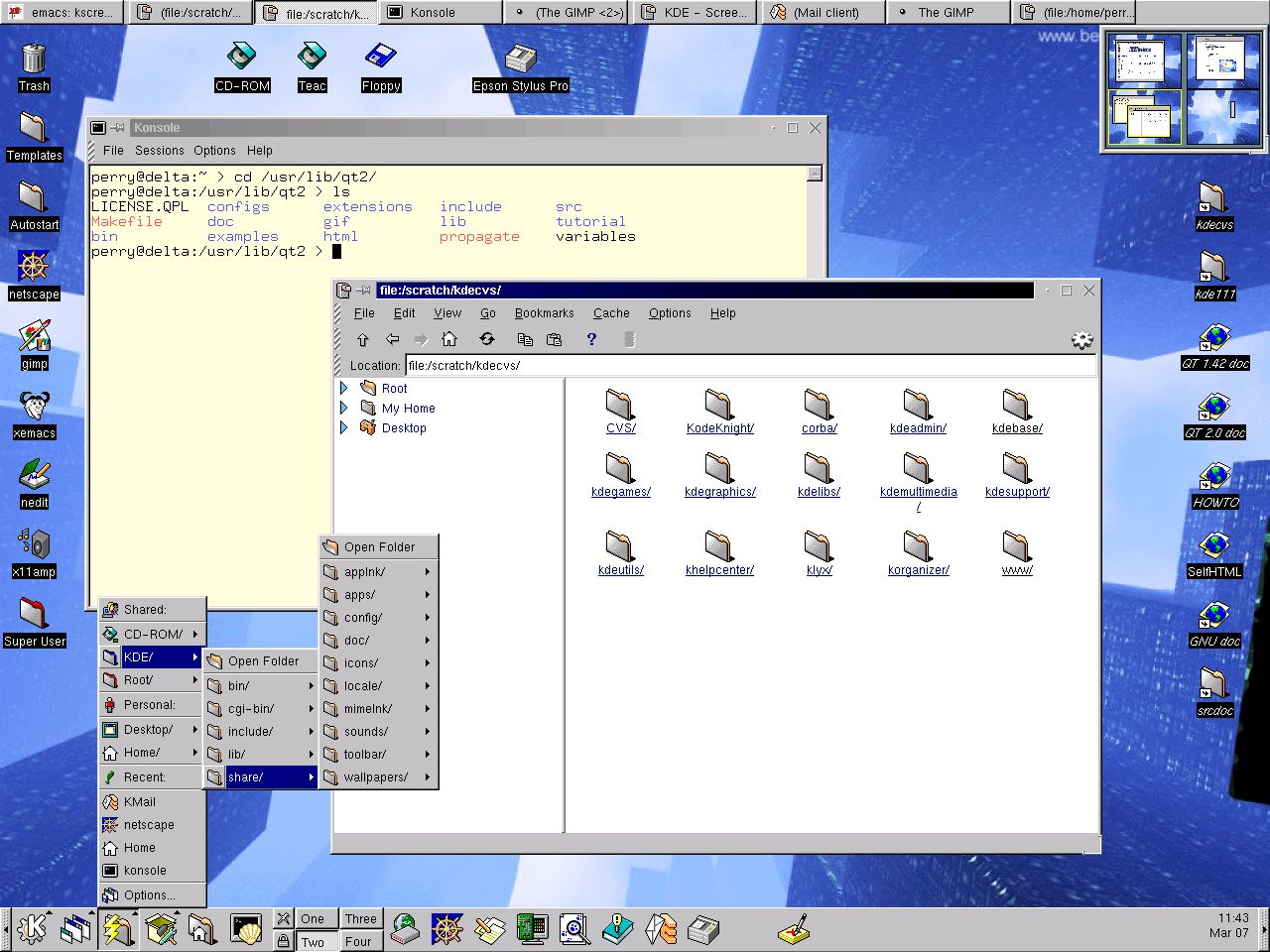
Знімок з K Desktop Environment 1.1

Оновлення K Desktop Environment 1.1 було швидше стабілізуючим і включало багато невеликих поліпшень. Воно також мало новий набір іконок, фонових зображень та текстур. Серед цих графічних змін представили і новий логотип KDE, розроблений Торстеном Раном, що складається з шестерні та літери K попереду. Цей символ в різних модернізованих версіях використовується й донині.
Деякі компоненти KDE отримали більш повноцінніші оновлення, такі як Konqueror (замінив kfm), панель застосунків kpanel та kwm, що був попередником KWin. Також була введена бібліотека програмного забезпечення для роботи з адресною книжкою названа kmail2, що використовувалася як альфа-версія паралельно з класичним KMail. Однак, kmail2 так ніколи і не покинув етап альфа й був закинутий на користь відновлення розробки KMail.
В той же час компанія Trolltech вже підготувала нову версію Qt 2.0, бета якої вийшла 28 січня 1999 р. Відтак більше не було великих оновлень лінійки KDE 1. Замість них випустили дрібні поліпшення з версіями 1.1.1 та 1.1.2 з метою покращення стабільності продукту та перейшли до розробки KDE 2.0.

## Історія випусків[6]
| Графік випусків   | Графік випусків                             |
| Дата              | Подія                                       |
| ----------------- | ------------------------------------------- |
| 20 жовтня 1997    | Вийшла KDE Beta 1                           |
| 23 листопада 1997 | Вийшла KDE Beta 2                           |
| 1 лютого 1998     | Вийшла KDE Beta 3                           |
| 19 квітня 1998    | Вийшла KDE Beta 4                           |
| 12 липня 1998     | Вийшла KDE 1.0 - перша стабільна версія KDE |
| 4 березня 1999    | Виходить KDE 1.1                            |
| 3 травня 1999     | Оновлення з виправленням помилок KDE 1.1.1  |
| 13 вересня 1999   | Оновлення з виправленням помилок KDE 1.1.2  |